# Agouti (färg)

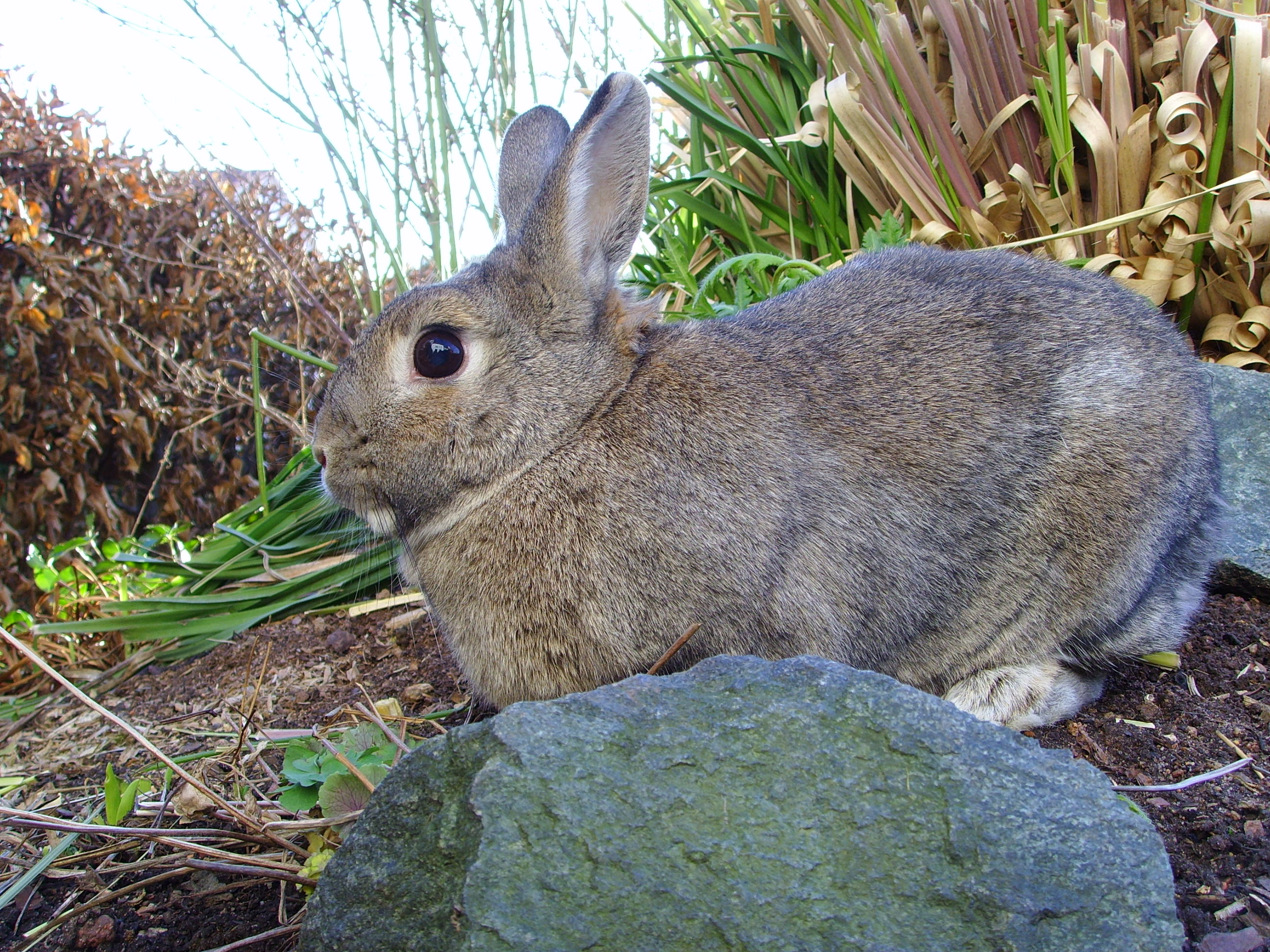
En tamkanin med agoutifärgad päls.

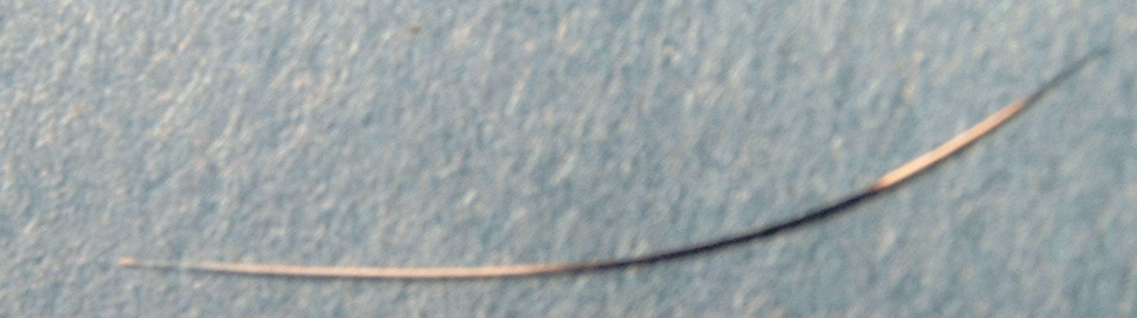
Ett katthår med agoutirandning.

Agouti är en pälsfärg, speciellt hos tamformer av vissa djur till exempel råtta, husmus, marsvin, ökenråtta (gerbil) och katt. Agouti är ingen bestämd färg utan avser den färg pälsen hos en vild individ har, djurets "grundfärg". Ofta skiljer sig tamformens agouti-färg från den vilda varianten till följd av avel. Exempelvis har vilda brunråttor mycket större inslag av grått i sin päls medan tamråttans agouti är mer åt det rödbruna hållet.
Hos tamkatter delar man upp agoutifärgerna i tigré, tabby, tickad och spotted mönster. Gemensamt för agoutifärgerna är att varje hårstrå på djuret är "randigt", det vill säga att det är mer eller mindre ljust färgat, med ett antal mörkare färgband.